# Городская усадьба Д. Ф. Беляева
Городская усадьба Д. Ф. Беляева — здание в центре Москвы (Рюмин переулок, дом 2). Перестроено из более старого здания в 1903 году по проекту архитектора А. А. Галецкого по заказу галантерейщика, потомственного почётного гражданина Москвы, Дмитрия Фёдоровича Беляева. Имеет статус объекта культурного наследия федерального значения.

## Архитектура
Двухэтажный особняк относится к стилю модерн. Фасад дома облицован серо-зелёной керамической плиткой. Два ряда окон обработаны горизонтальной тягой. Центральный ризалит незначительно выступает, он увенчан сплошным аттиком. Слева расположен парадный вход с навесным металлическим козырьком. По бокам от входного проёма установлены маленькие колонны на кронштейнах. Фасад со стороны сада украшает мозаичное панно «Маки на закате» в изогнутой полуэллиптической рамке.
Особый интерес для ценителей московского модерна представляет металлическая ограда особняка со стороны переулка и калитка в саду. Эта ограда могла быть изготовлена самим архитектором А. А. Галецким, либо, по одной из версий, выполнена по одному из неизвестных рисунков Ф. О. Шехтеля. Ограда имеет необычный экспрессивный рисунок, предположительно, вдохновлённый работами бельгийского архитектора Виктора Орта, в частности, «ударом бича». В интерьере здания сохранилась оригинальная лепнина потолков и некоторые другие декоративные элементы.